# 威爾西維爾 (加利福尼亞州)
威爾西維爾（英語：Wilseyville）是位於美國加利福尼亞州卡拉韋拉斯縣的一個非建制地區。該地的面積和人口皆未知。

## 地理
威爾西維爾的座標為38°22′45″N 120°30′53″W / 38.37917°N 120.51472°W，而該地的平均海拔高度為844米（即2769英尺）。